# Sötét víz
A Sötét víz (eredeti cím: 仄暗い水の底から, Honogurai mizu no soko kara, angolul Dark Water) 2002-ben bemutatott japán horrorfilm, melyet Nakamura Josihiro forgatókönyvéből Nakata Hideo rendezett.

## Cselekmény
Egy elvált anya kislányával egy lepusztult lakásba költözik. Itt természetfeletti jelenségeket kezdenek tapasztalni, miután a fölöttük lévő lakásból víz szivárog le a plafonon keresztül. Nemsokára egy korábban a házban meghalt lány, Micuko bosszúszomjas szelleme is feltűnik, a család életére törve.

## Szereplők
| Színész         | Szerep                    | Magyar hang    |
| --------------- | ------------------------- | -------------- |
| Kuroki Hitomi   | Yoshimi Matsubara         | Németh Borbála |
| Yukiko Ikari    | Yoshimi fiatalon          |                |
| Ikuko Matsubara | Rio Kanno                 | Talmács Márta  |
| Fumiyo Kuhinata | Kunio Hamada (Ikuko apja) |                |
| Mizukava Aszami | Ikuko Hamada              | Molnár Ilona   |
| Isao Yatsu      | Kamiya, portás            | Izsóf Vilmos   |
| Ogi Sigemicu    | Kishida, ügyvéd           |                |

## Bemutató
2002. január 19-én mutatták be Japánban. Amerikai remake-je 2005-ben jelent meg Fekete víz címmel.